# ميران ده (خومة)
میران ده (بالفارسية: میرونده) هي قرية تقع في إيران في قسم خومة الریفي. يقدر عدد سكانها بـ 93 نسمة بحسب إحصاء 2016.